# Portals (álbum de Melanie Martinez)
Portals (estilizado em letras maiúsculas) é o terceiro álbum de estúdio da cantora e compositora americana Melanie Martinez. Foi lançado em 31 de março de 2023, pela Atlantic Records. Foi precedido por três singles, "Death", em 17 de março de 2023, "Void" em 29 de março de 2023, e "Evil", em 21 de novembro de 2023. Uma edição deluxe foi lançada em 5 de abril de 2023, incluindo três novas faixas.

## Antecedentes
Após lançar seu segundo álbum de estúdio, K-12, acompanhado do filme de mesmo nome em 2019, Martinez lançou seu quarto extended play, After School (2020), que serviu como uma edição deluxe de seu segundo álbum de estúdio. No entanto, o extended play não é conectado ao filme em termos de linha do tempo.
Depois de um hiato de dois anos para a música, Martinez começou a arquivar todas as suas publicações no Instagram e deu indícios de seu futuro álbum em 18 de fevereiro de 2023. A cantora também lançou uma prévia de doze segundos no Spotify.

## Promoção
O teaser mostrava um cogumelo em uma floresta nebulosa e onírica, com a frase "RIP Crybaby" gravada em seu caule, acompanhada por um trecho de uma nova música. Alguns outros teasers foram publicados nos próximos dias em todas as suas redes sociais, representando os "temas de renascimento, crescimento de embriões e incubação de ovos em florestas".
Em 22 de fevereiro de 2023, ela publicou um teaser de um minuto mostrando-a "eclodindo de um ovo como uma criatura rosa com estilo do mar profundo". O teaser também revelou o título e a data de lançamento do álbum. Seu website oficial também foi atualizado, mostrando a capa do álbum e merchandise, com a pré-venda do álbum sendo disponibilizada.
Nas semanas que antecederam o lançamento do álbum, Martinez estreou várias canções do álbum na América do Sul. Ela se apresentou em todos os três festivais sul-americanos do Lollapalooza, assim como no Festival Estéreo Picnic e um show em Santiago.

### Singles
Em março de 2023, Martinez fez uma publicação no Instagram com uma mensagem enigmática e uma foto mostrando seu personagem alienígena rosa "emergindo de uma forma humana propensa". A postagem também mostrava um conjunto de letras, uma data de lançamento e o título de "Death", o single principal do álbum, lançado em 17 de março de 2023. O single foi escrito e produzido por Martinez, com a co-produção de CJ Baran.

## Desempenho comercial
Nos Estados Unidos, Portals estreou na segunda posição da Billboard 200, vendendo um equivalente a 142.000 unidades em sua primeira semana, tornando-se a maior venda de estreia de uma solista feminina em 2023. Se tornou seu terceiro álbum a alcançar o top 10 da tabela, configurando-se como a posição mais alta alcançada em sua carreira.
Na Austrália, o álbum estreou no topo da parada de álbuns australiana, tornando-se seu primeiro álbum número um no país.

## Lista de faixas
| Portals – Edição padrão |                        |                                                 |                                 |         |  |
| N.º                     | Título                 | Compositor(es)                                  | Produtor(es)                    | Duração |  |
| 1.                      | "Death"                | Melanie Martinez                                | Martinez CJ Baran               | 5:06    |  |
| 2.                      | "Void"                 | Martinez                                        | Martinez                        | 4:07    |  |
| 3.                      | "Tunnel Vision"        | Martinez Jeremy Dussolliet Tim Sommers          | Baran One Love                  | 4:44    |  |
| 4.                      | "Faerie Soirée"        | Martinez Jonathan Hopkins Glen Garth Phil Garth | Martinez Baran The 23rd Hoskins | 2:43    |  |
| 5.                      | "Light Shower"         | Martinez                                        | Martinez                        | 4:27    |  |
| 6.                      | "Spider Web"           | Martinez                                        | Baran                           | 3:03    |  |
| 7.                      | "Leeches"              | Martinez Simon Rosen                            | Baran Simon Says                | 3:20    |  |
| 8.                      | "Battle of the Larynx" | Martinez                                        | Baran                           | 5:28    |  |
| 9.                      | "The Contortionist"    | Martinez Baran                                  | Baran                           | 3:20    |  |
| 10.                     | "Moon Cycle"           | Martinez Baran Jared Scharff                    | Baran Pearl Lion                | 2:32    |  |
| 11.                     | "Nymphology"           | Martinez Baran Nick Long                        | Baran Justin Greenwood [a]      | 5:06    |  |
| 12.                     | "Evil"                 | Martinez Baran                                  | Baran                           | 4:06    |  |
| 13.                     | "Womb"                 | Martinez Omer Fedi                              | Baran                           | 3:31    |  |
| Duração total:          | Duração total:         | Duração total:                                  | Duração total:                  | 51:33   |  |

| Portals – Edição da Apple Music (vídeo bônus) |                |         |  |
| N.º                                           | Título         | Duração |  |
| 14.                                           | "The Hatching" | 1:01    |  |
| Duração total:                                | Duração total: | 52:34   |  |

| Portals – Edição deluxe |                     |                              |                     |         |  |
| N.º                     | Título              | Compositor(es)               | Produtor(es)        | Duração |  |
| 14.                     | "Powder"            | Martinez Baran               | Baran               | 3:58    |  |
| 15.                     | "Pluto"             | Martinez Baran Joshua Karpeh | Baran Cautious Clay | 3:01    |  |
| 16.                     | "Milk of the Siren" | Martinez Dussolliet Sommers  | One Love            | 4:25    |  |
| Duração total:          | Duração total:      | Duração total:               | Duração total:      | 62:57   |  |

Notas
- ↑[a]  denota um produtor adicional.
- Todos os títulos das faixas são estilizados em letras maiúsculas.
- "Nymphology" contém o interlude escondido "Amulet", começando em 4:00.[22]

## Equipe e colaboradores

#### Músicos
- Melanie Martinez – vocais
- CJ Baran – programação, sintetizador (faixas 1, 3, 7–12); violão (1, 8, 11, 12)
- Rhys Hastings – baterias (1, 2, 8, 10, 13)
- Martin Kutnar – violoncelo (1, 7, 9, 11)
- Matej Mihaljević – violino (1, 7, 9, 11)
- One Love – programação, sintetizador (3)
- Pearl Lion – violão (10)
- Nick Long – violão (11)
- Ilan Rubin – baterias (12)

#### Técnicos
- Emerson Mancini – masterização
- Mitch McCarthy – mixagem
- CJ Baran – engenharia
- Michael Keenan – engenharia (5)

## Tabelas musicais

### Tabelas semanais
| Tabela musical (2023)                                      | Melhor posição |
| ---------------------------------------------------------- | -------------- |
| Alemanha (Offizielle Top 100)                              | 4              |
| Austrália (ARIA)                                           | 1              |
| Áustria (Ö3 Austria)                                       | 11             |
| Bélgica (Ultratop Flanders)                                | 14             |
| Bélgica (Ultratop Wallonia)                                | 15             |
| Canadá (Billboard)                                         | 3              |
| Croácia - International Albums (HDU)                       | 6              |
| Escócia (OCC)                                              | 3              |
| Espanha (PROMUSICAE)                                       | 8              |
| Estados Unidos (Billboard 200)                             | 2              |
| Estados Unidos - Top Alternative Albums (Billboard)        | 1              |
| Estados Unidos - Top Rock & Alternative Albums (Billboard) | 1              |
| Estados Unidos - Top Tastemaker Albums (Billboard)         | 1              |
| Finlândia (Suomen virallinen lista)                        | 16             |
| França (SNEP)                                              | 30             |
| Hungria (MAHASZ)                                           | 11             |
| Irlanda (OCC)                                              | 3              |
| Islândia (Plötutíðindi)                                    | 20             |
| Itália (FIMI)                                              | 20             |
| Lituânia (AGATA)                                           | 7              |
| Noruega (VG-lista)                                         | 22             |
| Nova Zelândia (RMNZ)                                       | 1              |
| Países Baixos (Album Top 100)                              | 8              |
| Polónia (ZPAV)                                             | 9              |
| Reino Unido - UK Albums (OCC)                              | 2              |
| Suécia (Sverigetopplistan)                                 | 28             |
| Suíça (Schweizer Hitparade)                                | 23             |